# Эфиопский заяц
Эфиопский заяц (лат. Lepus fagani) — вид млекопитающих отряда зайцеобразных.

## Распространение
Ареал ограничен только Эфиопией. Вид можно найти на высотах от 500—2500 м. Предполагается, что он обитает в степи, на лугах и травянистых участках леса.

## Поведение
О повадках этого вида практически ничего не известно.

## Морфологические признаки
Общая длина составляет 45.0—54.0 см. Весит 2,5 кг. Волосами желтовато-коричневого цвета на спине и беловатое на животе. Уши и конец хвоста чёрные.